# تپه رضوانکده
تپه رضوانکده مربوط به عصر مس و سنگ - عصر مفرغ - دوره اشکانیان است و در شهرستان ملایر، بخش مرکزی، دهستان موزاران، روستای رضوانکده واقع شده و این اثر در تاریخ ۷ اسفند ۱۳۸۶ با شمارهٔ ثبت ۲۱۶۳۹ به‌عنوان یکی از آثار ملی ایران به ثبت رسیده است.